# Josefina de Beauharnais

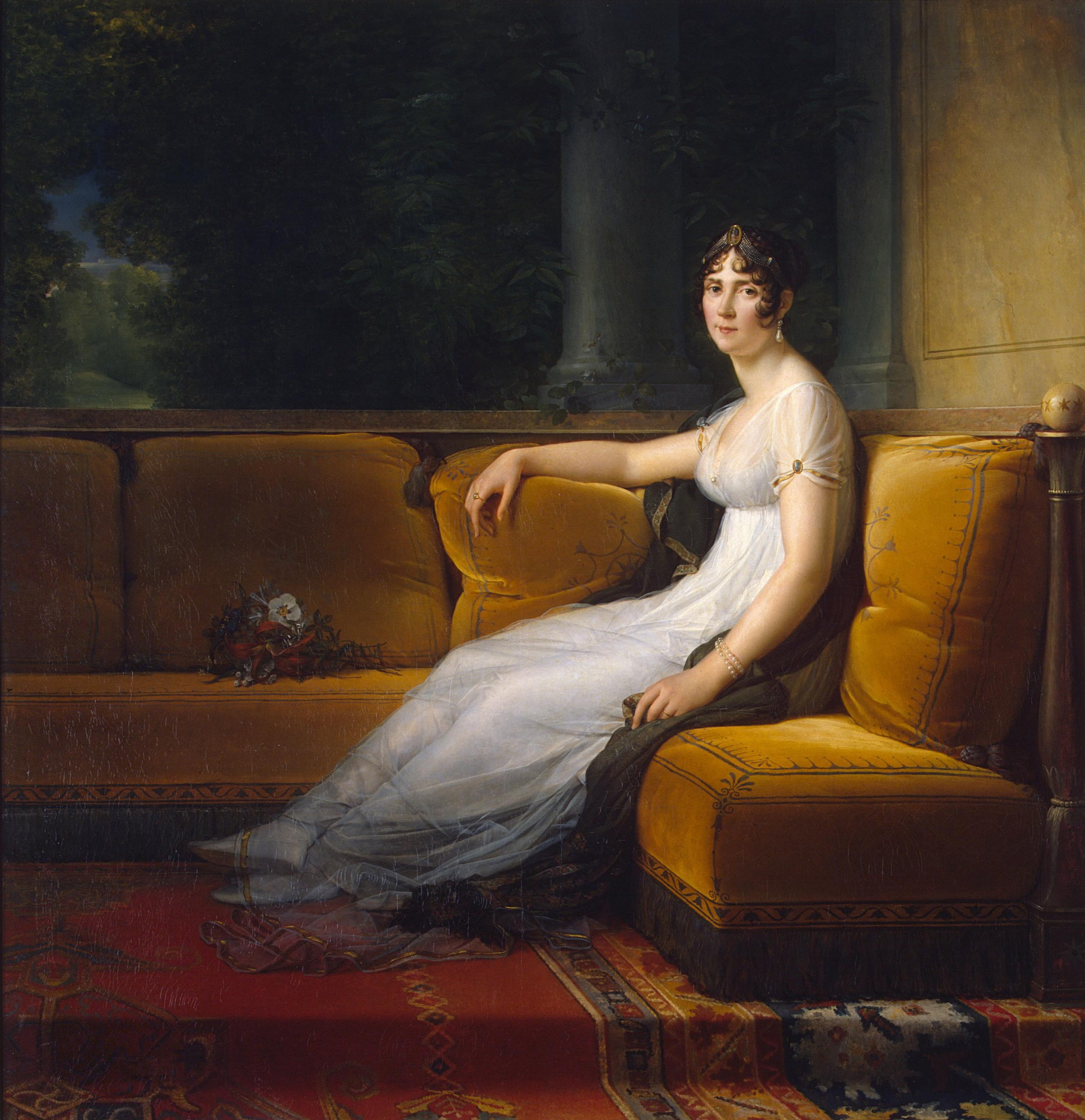
L'Emperadriu Josefina el 1801

Josefina de Beauharnais (nom de naixença: Marie Josèphe Rose Tascher de la Pagerie) (Les Trois-Îlets, Martinica, 23 de juny de 1763 - Rueil-Malmaison, 29 de maig de 1814) coneguda universalment com a Josefina, fou coronada emperadriu de França el 1804 pel seu marit Napoleó Bonaparte a la mateixa cerimònia en què ell es va autoproclamar emperador. Va mantenir aquest títol fins a la seva mort, el 1814, malgrat la separació del matrimoni el 1809.

## Joventut
Josefina va néixer a l'illa de Martinica, el 1763, en una família terratinent amb plantacions de canya de sucre. Als 15 anys va viatjar a París per casar-se amb Alexandre, vescomte de Beauharnais, que en tenia 17. El matrimoni va durar fins al 1785. De la relació van néixer dos fills: Eugeni i Hortènsia.
Després de passar un temps a Martinica va haver de tornar al continent el 1790, fugint de les convulsions a l'illa a conseqüència de la Revolució Francesa. En arribar a París va viure de prop tots els esdeveniments de la revolta i el Regnat del Terror. Fins i tot va arribar a ser empresonada durant més de tres mesos el 1794, amb perill de la seva vida. Finalment va ésser alliberada i va fer més sort que el seu antic marit Alexandre de Beauharnais, que va ser guillotinat.

## Josefina, emperadriu

Napoleó corona Josefina (fragment de l'obra La coronació de Napoleó de Jacques-Louis David (1805)

Amb el temps, Josefina aconseguí refer-se i introduir-se a la societat de l'època del Directori. Esdevingué popular i mantingué bons contactes. Va ésser per la seva amistat amb el director Barras que va conèixer el jove general de 27 anys, Napoleó Bonaparte. Ella en tenia 32. Es van casar pel dret civil el 9 de març de 1796. L'any següent Josefina va comprar el Château de Malmaison, on residí fins a la seva mort.
Malgrat que, d'entrada, ella no confiava gaire en les possibilitats d'ascens del seu marit i no tenia uns sentiments gaire intensos envers seu, sempre li va fer costat i li va ser de gran ajuda en la seva brillant carrera política.
El punt culminant de la seva relació el marca la consagració, el 2 de desembre de 1804, a la catedral de Notre-Dame de París, per part del Papa Pius VII de l'Emperador i l'Emperadriu. Napoleó va prendre la corona de les mans del Papa i se la va posar a si mateix i després va coronar la seva dona.
Napoleó va acollir molt bé els fills de Josefina, tractant-los com a propis i procurant per a ells bons partits. De fet, les actuals cases reials sueca, danesa, grega, belga, noruega, de Luxemburg, de Liechtenstein i de Mònaco són descendents del seu fill Eugeni, i l'emperador Napoleó III de França era el fill petit d'Hortènsia de Beauharnais.
Però Napoleó no amagava el seu interès per tenir un hereu que el pogués succeir. Tot semblava indicar que Josefina era apta per a la procreació pel fet d'haver tingut els altres fills i que els problemes devien venir per part de l'Emperador. Però el fet que una amistançada d'aquest es quedés embarassada va delatar que Josefina era estèril i no podria donar-li descendència. Així doncs, estrenant el nou Codi Civil Francès, el Codi de Napoleó, es van divorciar el 10 de gener de 1810. El 1811, Napoleó es va tornar a casar amb Maria Lluïsa d'Àustria, amb la qual va tenir un fill, que seria Napoleó II.
Sembla que va ser durant el seu període com a emperadriu francesa que es va iniciar en la francmaçoneria, arribant al grau de Gran Mestra de la Gran Lògia d'Adopció.
Josefina va conservar el títol d'Emperadriu de França i va rebre el de duquessa de Navarra. Es va retirar al castell de Malmaison, als afores de París, on va residir fins a la seva mort per pneumònia, el 29 de maig de 1814.